# Prezydent miasta Świętochłowice
Świętochłowiccy prezydenci byli w przebiegu lat różnie nazywani:
- do 1900 – sołtys.
- od 1900 do 1912 – naczelnik gminy.
- od 1912 do 1922 – burmistrz (Bürgermeister)
- od 1922 do 1939 – naczelnik gminy.
- od 1939 do 1945 – Oberbürgermeister (burmistrz miasta).
- od 1945 do 1950 – prezydent miasta.
- od 1950 do 1975 – przewodniczący Miejskiej Rady Narodowej.
- od 1975 – prezydent miasta.

## Chronologiczna tabela prezydentów miasta Świętochłowice
| Lata                                    | Imię Nazwisko       | Uwagi                         |
| --------------------------------------- | ------------------- | ----------------------------- |
| 1848 – 1849                             | Andreas Rechta      |                               |
| 1849 – ok. 1852                         | Albert Gwosdz       |                               |
| ok. 1852 – 1854                         | Jakob Zimnol        |                               |
| 1854 – 1864                             | Simon Schwierk      |                               |
| 1864 – 1875                             | Peter Lipka         |                               |
| 1875 – 1898                             | Karl Häusler        |                               |
| 1898 – 1900                             | Robert Mally        |                               |
| 1900 – 1912                             | Thannheiser         |                               |
| 1912 – 1921                             | Jul Nolden          |                               |
| 26 sierpnia 1921 – 1927                 | Karl Wackermann     |                               |
| *1922 – 1927                            | Józef Potyka        | starosta powiatowy            |
| *1927 – 1938                            | Tadeusz Szaliński   | starosta powiatowy            |
| 1927 – 1938                             | Wiktor Polak        |                               |
| 1938 – 1 września 1939                  | Czesław Koraszewski |                               |
| 1 września 1939 – 8 września 1939       | Aleksander Honisch  |                               |
| 8 września 1939 – 13 lutego 1940        | Gothard Rattay      |                               |
| 13 lutego 1940 – 1944                   | Herbert Pastille    |                               |
| 1944 – 1945                             | August Hampel       |                               |
| 29 stycznia 1945 – 1 września 1948      | Tomasz Dobiosz      |                               |
| 1 września 1948 – 21 kwietnia 1950      | Alojzy Smuda        |                               |
| 21 czerwca 1950 – 11 grudnia 1954       | Walenty Bukowski    |                               |
| 11 grudnia 1954 – 11 lutego 1958        | Stanisław Jeleń     |                               |
| 1958 – 1961                             | Bolesław Fraszyk    |                               |
| 11 sierpnia 1961 – 12 czerwca 1969      | Franciszek Saternus |                               |
| 12 czerwca 1969 – listopad 1972         | Stefan Marondel     |                               |
| listopad 1972 – 1 czerwca 1975          | Jerzy Świrad        |                               |
| 1 czerwca 1975 – 7 marca 1980           | Teresa Wrzaszczyk   |                               |
| 1980 – 1982                             | Edward Chrostek     |                               |
| 1982 – 1990                             | Mirosław Marcak     |                               |
| 27 maja 1990 – 30 maja 1996             | Krystyna Rawska     |                               |
| 30 maja 1996 – 24 września 1997         | Roman Gutkowski     |                               |
| 24 września 1997 – 15 października 2000 | Ludwik Kożuch       | SLD                           |
| 15 listopada 2000 – grudzień 2010       | Eugeniusz Moś       | Porozumienie Świętochłowickie |
| grudzień 2010 – 22 listopada 2018       | Dawid Kostempski    | PO                            |
| od 22 listopada 2018                    | Daniel Beger        | Przyjazne Świętochłowice      |